# Alexander Stirling Calder
Alexander Stirling Calder (Philadelphia, 11 januari 1870 - 7 januari 1945) was een Amerikaans beeldhouwer.
Calder was de zoon van beeldhouwer Alexander Milne Calder en de vader van Alexander Calder. Calder werkte voor het eerst als beeldhouwer toen hij zijn vader assisteerde in het produceren van het uitgebreide beeldhouwwerkprogramma aan de Philadelphia City Hall, er zijn berichten dat hij in 1886 een van de armen van de figuren heeft gemaakt. In 1885 ging hij naar de Pennsylvania Academy of the Fine Arts waar hij studeerde bij de beroemde Thomas Eakins. In 1890 verhuisde hij naar Parijs waar hij studeerde aan de Académie Julian onder Henri Chapu, daarna werd hij aangenomen op de École des Beaux Arts waar hij onder Alexandre Falguière studeerde. In 1902 keerde hij terug naar Philadelphia waar hij zijn carrière als beeldhouwer startte. Gedurende zijn carrière was Calder meerdere keren docent en doceerde beeldhouwkunst en anatomie aan de Philadelphia Academy of the Fine Arts, de School of Industrial Art in Philadelphia, de National Academy of Design in New York en aan de Art Students League of New York.
- Gemeinsame Normdatei: 1127587765
- International Standard Name Identifier: 0000 0000 8260 3091
- Library of Congress Control Number: n85346878
- RKD-Nederlands Instituut voor Kunstgeschiedenis: 119499
- SNAC: w6s47hc4
- Système universitaire de documentation: 070414165
- Union List of Artist Names: 500023328
- Virtual International Authority File: 70389914
- WorldCat: E39PBJcc9kChMWmKwP7QwDW4bd